# Gino Pellacini
Gino Pellacini (fl. XX secolo) è stato un calciatore italiano, di ruolo portiere.

## Carriera
Nella stagione 1919-1920, nella quale subisce 6 gol in 6 presenze nel campionato di Promozione, la seconda serie dell'epoca. A fine anno gli emiliani ottengono la promozione in Prima Categoria, campionato in cui Pellacini nella stagione 1920-1921 subisce 18 reti in 10 presenze. Gioca nel Parma anche durante la stagione 1921-1922, nella quale disputa 4 partite e subisce 4 reti, e nella stagione 1922-1923, in Seconda Divisione dopo la retrocessione dell'anno precedente, subendovi 14 reti in 13 presenze.